# Cepin
Cepin je dio planinarske opreme koji služi za zaustavljanje u slučaju da se planinar oklizne, te za kopanje rupa u ledu.
Sastoji se od drške i glave. Drška ima šiljak na dnu, prsten s gurtnom, te gumu koja služi kao termoizolacija. Glava se sastoji od roga i lopatice. Glava je uglavnom čelična.
Postoje planinarski i alpinistički cepini. Alpinistički cepini su kraći, a najčešće su dužine od oko 50 centimetara.